# Idaea palmata
Idaea palmata är en fjärilsart som beskrevs av Otto Staudinger 1901. Idaea palmata ingår i släktet Idaea och familjen mätare. Inga underarter finns listade i Catalogue of Life.